# Jiří Plešek
Jiří Plešek (* 26. dubna 1960, Praha) je český vědec a vysokoškolský pedagog. Působí v Ústavu termomechaniky Akademie věd České republiky. Ve své vědecké práci se zaměřuje na výpočtovou mechaniku a její aplikace v oblastech nelineární mechaniky kontinua, dynamiky rázu, vibrací a šíření šokových vln. Je místopředsedou Technologické agentury České republiky a předsedou Komise pro energetiku AV ČR. Je ženatý, má dva syny.  

## Vědecká kariéra
Vystudoval Fakultu strojní ČVUT, v roce 1992 dokončil vědeckou aspiranturu a obdržel vědeckou hodnost kandidát věd (CSc.) za výzkum modelování termoplastického chování materiálů a aplikace v metodě konečných prvků.
Hlavním oborem jeho výzkumu je řešení geometricky i materiálově nelineárních úloh mechaniky kontinua, především v oblasti plasticity kovů a tečení materiálů za vysokých teplot. Podílel se na desítkách pevnostních výpočtů pro energetická zařízení.
Po absolvování inženýrského studia Fakulty strojní ČVUT v oboru aplikované mechaniky v roce 1984 začal pracovat ve Státním výzkumném ústavu pro stavbu strojů v Praze-Běchovicích, kde se věnoval vývoji programů a numerických algoritmů pro metodu konečných prvků, které následně instaloval a optimalizoval na počítačích Cray. 
V roce 1993 založil soukromou firmu zaměřující se na teplotní, napěťové a seismické výpočty strojních součástí, především pro zařízení jaderných elektráren. Svůj podíl ve firmě, která stále existuje, prodal v souvislosti s kandidaturou na ředitele Ústavu termomechaniky AV ČR.
Od roku 1997 působí v Ústavu termomechaniky AV ČR. V letech 2003–2007 vedl oddělení Rázů a vln v tělesech a v letech 2013–2021 byl jeho ředitelem. Od roku 2021 zde působí jako zástupce ředitele.
Je autorem 50 článků registrovaných Web of Science s 360 citacemi.
Je spoluautorem softwaru Universální výpočtový systém PMD (Package for Machine Design), pracujícího na bázi metody konečných prvků a autorem jednoho patentu.

## Vysokoškolská pedagogická kariéra
Od roku 1998 vyučuje na Strojní fakultě ČVUT, kde se věnuje především předmětům souvisejícím s aplikovanou mechanikou a materiálovým inženýrstvím, je také členem vědecké rady této fakulty.
Od roku 2006 spolupracuje s americkými univerzitami UC Davis a NAU Flagstaff na výzkumných projektech a vzdělávání studentů a doktorandů.

## Další odborné aktivity
- V roce 2017 se stal členem předsednictva Technologické agentury České republiky, kde se podílí na strategickém rozhodování a plánování v oblasti výzkumu a technologického vývoje.[6]
- Od roku 2021 je členem Akademické rady AV ČR, kde jako předseda Rady Strategie AV21[7] koordinuje a definuje strategie pro výzkumné programy zaměřené na klíčové společenské výzvy. Z pozice předsedy Komise pro energetiku AV ČR se pravidelně vyjadřuje k budoucnosti energetiky v českých médiích.[8][9][10][11] Dne 18. března 2025 byl znovu zvolen členem Akademické rady na funkční období 2025–2029.[12]
- Je členem redakční rady časopisu Applied and Computational Mechanics.[13]
- V roce 2007 měl zvanou přednášku na Weizmann Institute of Science v Izraeli v rámci 23rd Israel Symposium on Computational Mechanics na téma Computation of elastic waves propagation in pre-stressed solids.

- (od r. 2024) Člen odborného panelu Energetická transformace a udržitelná budoucnost k přípravě Národních priorit orientovaného výzkumu ČR
- (od r. 2021) Předseda Rady pro spolupráci AV ČR s podnikatelskou a aplikační sférou
- (od r. 2016) Člen Národní inovační platformy – Strojírenství, výroba a distribuce elektrické energie
- (od r. 2018) Člen koordinační rady ministra dopravy pro kosmické aktivity
- (od r. 2019) Člen Pracovní skupiny pro strategii výzkumu, vývoje a inovace v oblasti energetiky a surovin MPO

## Organizační činnost a členství v odborných společnostech
Jiří Plešek je členem organizace EUROMECH. V letech 1998–2005 byl předsedou sekce Počítačová mechanika České společnosti pro mechaniku, aktuálně je člen jejích komisí udělujících cenu prof. Babušky a cenu prof. Bažanta.

## Ocenění
- Spálova medaile (2024) za významný přínos k rozvoji Fakulty strojní ČVUT v oblasti teoretických základů strojírenství.

## Zájmy
Je členem šachového klubu TJ Pankrác. Nejvyššího světového hodnocení dosáhl v roce 1993 s mezinárodním ratingem 2390. Je autorem komentářů k zápasům o šachového mistra světa.